# نخستین مراسم تحلیف بوریس یلتسین
نخستین مراسم تحلیف بوریس یلتسین به عنوان نخستین رئیس جمهور روسیه در روز چهارشنبه ۱۰ ژوئیه ۱۹۹۱ برگزار شد. این مراسم در کاخ کرملین برگزار شد و حدود ۳۰ دقیقه به طول انجامید. این مراسم نخستین مراسم تحلیف ریاست جمهوری در تاریخ روسیه بود.

## قبل مراسم
در نتیجه همه پرسی سراسری برای معرفی پست ریاست جمهوری روسیه . بوریس یلتسین با کسب بیش از ۵۸ درصد آرا در انتخابات پیروز شد. او یک ماه بعد ریاست جمهوری خود را آغاز کرد.

## رویدادهای مراسم
در سال ۱۹۹۱، رئیس جمهور روسیه، و همچنین در ایالات متحده ، همراه با معاون رئیس جمهور انتخاب شد. با این حال، برخلاف سنت آمریکایی ، معاون رئیس جمهور الکساندر روتسکوی سوگند یاد نکرد، اما به عنوان مهمان در مراسم حضور داشت.

این پرچم هنگام ادای سوگند بوریس یلتسین در سمت راست او نمایش داده شد و به دلیل استفاده از آن در مراسم به عنوان استاندارد ریاست جمهوری تفسیر می شود. این تنها باری بود که به این شکل نمایش داده شد و از آن زمان تاکنون به صورت عمومی دیده نشده است.

## مراسم
بوریس یلتسین برای ادای سوگند به تریبون دعوت شد. یلتسین سوگند یاد، در همان زمان قانون اساسی روسیه در دوران اتحاد جماهیر شوروی  و همچنین اعلامیه حاکمیت دولتی روسیه در مقابل او قرار داشت. پس از ادای سوگند، نوازندگان شروع به نواختن سرود ملی کردند.
پس از اتمام سرود ملی، بوریس یلتسین به سمت میزی رفت که پشت آن روسلان خاسبولاتوف نشسته بود. یلتسین و خاسبولاتوف که پشت میز نشسته بودند به سخنرانی الکسی دوم پاتریارک مسکو و تمام روسیه گوش دادند. پس از سخنرانی پاتریارک، یلتسین اولین سخنرانی خود را به عنوان رئیس جمهور روسیه یاد کرد و سپس میخائیل گورباچف رئیس جمهور اتحاد جماهیر شوروی به او تبریک گفت.